# Fałkowice (Petite-Pologne)
Pour les articles homonymes, voir Fałkowice.
Fałkowice est une localité polonaise de la gmina de Gdów, située dans le powiat de Wieliczka en voïvodie de Petite-Pologne.